# Feitosa (España)
Feitosa (llamada oficialmente Fieitosa) es una aldea española situada en la parroquia de Árbol, del municipio de Villalba, en la provincia de Lugo, Galicia.

## Demografía
| Gráfica de evolución demográfica de Feitosa entre 2000 y 2021 |
|                                                               |
| Datos según el nomenclátor publicado por el INE.              |